# Bức tranh Đức Mẹ Konczycka

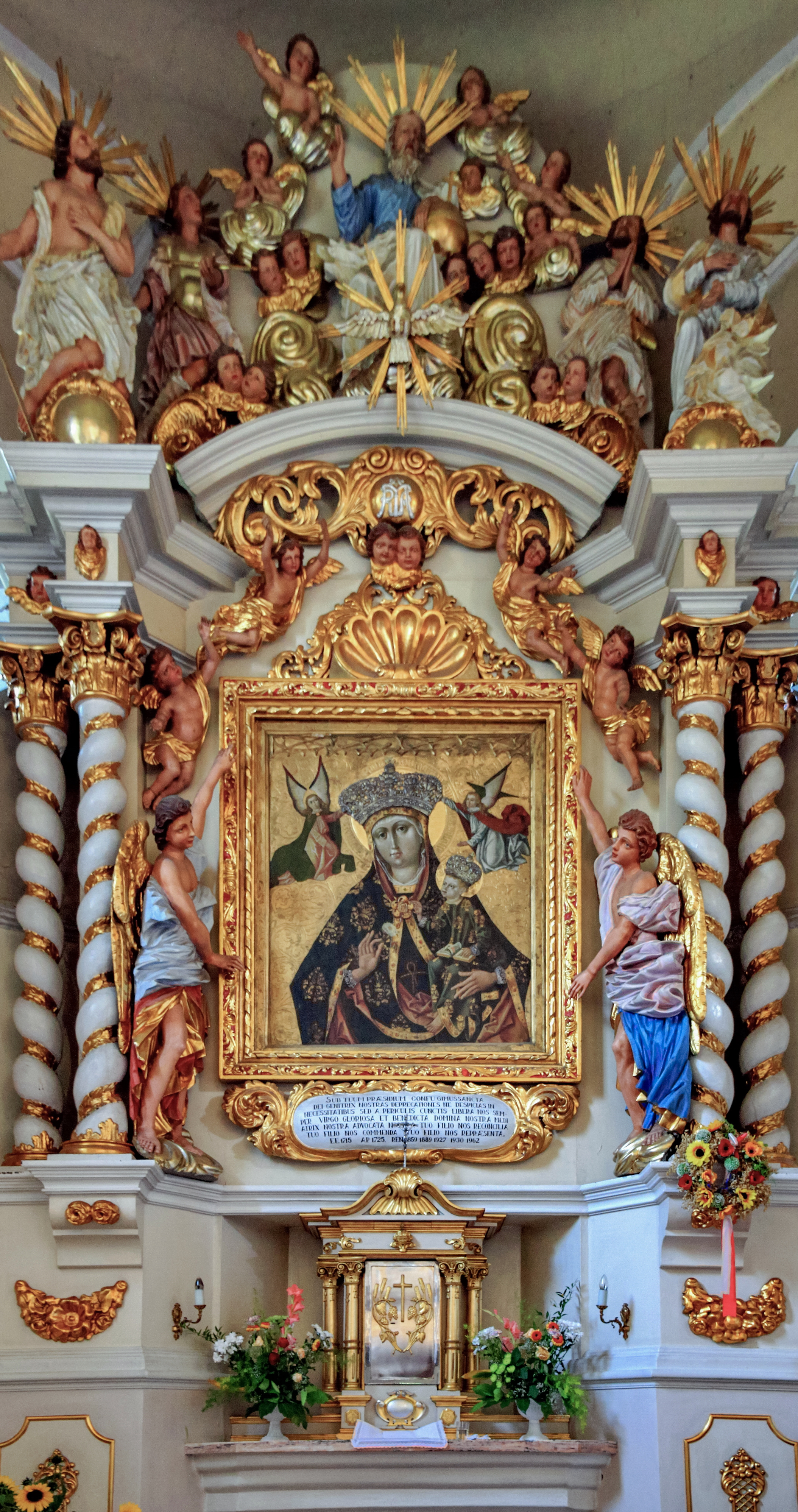
Bức tranh Đức Mẹ Konczycka

Bức tranh Đức Mẹ Konczycka (tiếng Ba Lan: Obraz Matki Bożej Kończyckiej) là bức tranh khuyết danh, rất nổi tiếng vì chứa đựng nhiều ân sủng. Bức tranh được treo trong trong nhà thờ Chúa giáng sinh của Đức Trinh Nữ Maria tại Kończyce Małe, huyện Cieszyński.
Đây là bức tranh vẽ về Thánh Mẫu theo phong cách nghệ thuật gothic đẹp nhất trong giáo phận Bielsko-Żywiec, với chất liệu sơn và giấy vàng dán trên một tấm gỗ. Kích cỡ bức tranh: cao 175 cm và rộng 145,5 cm. Bức tranh mô tả Đức Trinh Nữ Maria đang ôm lấy Chúa Giêsu Hài đồng bằng tay trái, trong khi ở tay phải bà cầm một cây địa đinh.

## Lịch sử
Bức tranh xuất hiện từ đầu thế kỷ 16 và được vẽ ở Slovakia hoặc Morava, đến nay vẫn chưa xác định rõ ràng.
Các nhà sử học nghệ thuật nhấn mạnh rằng tác giả vô danh của bức tranh vô cùng tài giỏi về hội họa. Đường nét của bản vẽ được vẽ vô cùng tự do, do đó nét vẽ tay thực sự rất mềm mại. Có thể nhận thấy rằng thiết kế bố cục rất được đầu tư, bởi vì trong quá trình tạo ra tác phẩm, nghệ sĩ đã thay đổi hoặc tinh chỉnh các chi tiết chỉ dựa trên các nét phác thảo đã vẽ ra trước đó. Chất lượng nghệ thuật và kỹ thuật đỉnh cao nói lên thực tế rằng bức tranh chỉ dành cho một ngôi đền nào đó thực sự linh thiêng. Khung tranh được bảo quản vẫn còn các bản lề, điều này chứng tỏ rằng bức tranh ban đầu là bức trung tâm của tam liên họa.
Năm 1945, trong chiến tranh nhà thờ giáo xứ bị cướp bóc và phá hủy. Thật may mắn là bức tranh vẫn còn nguyên vẹn. Từ năm 1980, một tiểu thuyết hàng tuần của "Đức Mẹ Konczycka" đã được cử hành tại nhà thờ ở Kończyce. Kể từ tháng 5 năm 1985, vào mỗi thứ Sáu lần thứ hai của tháng, các tín hữu tập trung tại đền thờ để tham gia buổi cầu nguyện đêm .

## Bảo trì
Năm 2017, bức tranh xuống cấp, xuất hiện các vết nứt có thể nhìn thấy trên mặt. Công việc phục chế được thực hiện bởi các chuyên gia tại Khoa Bảo tồn và Phục chế các Tác phẩm Nghệ thuật tại Học viện Mỹ thuật tại Kraków. Trong quá trình kiểm tra, người ta nhận thấy rằng những tấm gỗ bị mọt đục đẽo phá hoại đáng kể, đo đó cần phải thay thế. Ngoài ra còn có các vết phồng rộp, tức là lớp sơn bị tách ra khỏi tấm vải, ngay lập tức lớp sơn được bảo vệ bằng giấy lụa chuyên dụng của Nhật Bản. Các nhà bảo tồn cũng chụp các bức ảnh chuyên dụng về mặt trước và mặt sau của bức tranh, phân tích thành phần nguyên tố của lớp sơn bằng cách sử dụng phân tích huỳnh quang tia X.
Công việc phục chế hoàn thành vào tháng 12 năm 2018.